# Nařízení Řím I
Nařízení Řím I (nařízení Evropského parlamentu a Rady (ES) č. 593/2008, o právu rozhodném pro smluvní závazkové vztahy) je nařízením, které určuje rozhodné právo pro smluvní závazkové vztahy s mezinárodním prvkem v rámci většiny členských států Evropské unie. Obsahově navazuje na Římskou úmluvu z roku 1980.

## Působnost nařízení
Nařízení se použije před soudy členských států EU na smluvní závazkové vztahy podle občanského, obchodního a pracovního práva (nevztahuje se např. na věci osobního stavu, věci rodinné a další věci), které mají vztah k více státům bez ohledu na to, jestli je právo určené na jeho základě právem některého z členských států nebo ne. Použije se na smlouvy uzavřené po 17. 12. 2009.

## Pravidla pro určení rozhodného práva
Smlouva se s dalšími výjimkami řídí právem, které si strany zvolí. Lze zvolit právo rozhodné pro celou smlouvu nebo její část a tuto volbu je možno později změnit (pokud se nedotkne formální platnosti smlouvy nebo nepříznivě neovlivní práva třetích osob). Takto se však nelze vyhnout ustanovením právního řádu země, kde se nachází ostatní prvky pro situaci významné, od nichž se nelze smluvně odchýlit. Podobně se nelze vyhnout ustanovením práva ES, od kterých se nelze smluvně odchýlit.
Jestliže si strany právo nezvolí, řídí se vztah obecně právem země, ve které má obvyklé bydliště strana poskytující charakteristické plnění (např. prodávající, poskytovatel služeb apod.). Jestliže má však smlouva užší spojení s jinou zemí nebo nelze právo podle předchozího postupu určit, řídí se právem této jiné země.
Nařízení se nedotýká použití imperativních ustanovení, tj. ustanovení, jejichž dodržování je pro stát při ochraně jeho veřejných zájmů zásadní do té míry, že se uplatní na jakoukoliv situaci, která spadá do jeho působnosti.
Zvláštní pravidla platí pro smlouvy o přepravě a smlouvy se slabší stranou (spotřebitelské, pojistné a individuální pracovní smlouvy).

### Smlouvy o přepravě
Strany mají omezenou možnost volby práva. Pokud jej nezvolí, smlouva se řídí právem obvyklého bydliště dopravce (jestliže je zde i místo převzetí, doručení nebo obvyklé bydliště odesílatele) nebo právem místa doručení. Smlouva o přepravě cestujících se pak řídí právem místa obvyklého bydliště cestujícího (pokud je zde i místo odjezdu nebo místo určení) nebo právo místa, kde má dopravce obvyklé bydliště. Lze také uplatnit princip užšího spojení (úniková doložka).

### Spotřebitelské smlouvy
Jako spotřebitelská smlouva je zde chápána taková, kde obchodník provozuje svou činnost v zemi spotřebitele nebo se jeho činnost na tuto zem zaměřuje (s dalšími výjimkami). Smlouva se řídí právem místa, kde má spotřebitel obvyklé bydliště. Strany si mohou právo zvolit, ale spotřebitel nesmí být zbaven ochrany, kterou mu poskytuje právní řád jeho obvyklého bydliště.

### Pojistné smlouvy
Smlouva kryjící velké riziko se řídí právem, které si strany zvolí a jestliže tak neučiní, právem země, kde má pojistitel obvyklé bydliště. V případě ostatních smluv je zde omezená možnost volby práva. Pokud si strany právo nezvolí, řídí se smlouva právem země, v níž se v okamžiku uzavření smlouvy nachází riziko.

### Individuální pracovní smlouvy
Strany si mohou právo zvolit, zaměstnanec však nesmí být zbaven ochrany, kterou mu poskytuje právní řád, který by se jinak uplatnil. Pokud si strany právo nezvolí, řídí se smlouva právem země, v níž zaměstnanec obvykle vykonává práci. Pokud toto nelze určit, právem místa, kde se nachází provozovna, jež jej zaměstnala. Může se též uplatnit princip užšího spojení.

## Systematika nařízení
- Preambule
- Kapitola I: Oblast působnosti
  - Čl. 1: Věcná působnost
  - Čl. 2: Univerzální použitelnost
- Kapitola II: Jednotná pravidla
  - Čl. 3: Volba práva
  - Čl. 4: Rozhodné právo při neexistenci volby práva
  - Čl. 5: Smlouvy o přepravě
  - Čl. 6: Spotřebitelské smlouvy
  - Čl. 7: Pojistné smlouvy
  - Čl. 8: Individuální pracovní smlouvy
  - Čl. 9: Imperativní ustanovení
  - Čl. 10: Souhlas stran a materiální platnost
  - Čl. 11: Formální platnost
  - Čl. 12: Působnost práva rozhodného pro smlouvu
  - Čl. 13: Nezpůsobilost
  - Čl. 14: Postoupení pohledávky a smluvní subrogace
  - Čl. 15: Zákonná subrogace
  - Čl. 16: Společná odpovědnost
  - Čl. 17: Započtení
  - Čl. 18: Důkazní břemeno
- Kapitola III: Ostatní ustanovení
  - Čl. 19: Obvyklé bydliště
  - Čl. 20: Vyloučení zpětného a dalšího odkazu
  - Čl. 21: Veřejný pořádek místa soudu
  - Čl. 22: Státy s více právními systémy
  - Čl. 23: Vztah k ostatním ustanovením práva Společenství
  - Čl. 24: Vztah k Římské úmluvě
  - Čl. 25: Vztah ke stávajícím mezinárodním úmluvám
  - Čl. 26: Seznam smluv
  - Čl. 27: Přezkum
  - Čl. 28: Časová působnost
- Kapitola IV: Závěrečná ustanovení
  - Čl. 29: Vstup v platnost a použitelnost